# Józef Mikulski (kapitan)
Józef Mikulski ps. „Rapid” (ur. 9 stycznia 1874 w Tarnowie, zm. 11 września 1919 pod Dźwińskiem) – oficer Legionów Polskich i Wojska Polskiego, uczestnik I wojny światowej i wojny polsko-bolszewickiej, kawaler Orderu Virtuti Militari.

## Życiorys
Urodził się w rodzinie Jana i Marii z d. Cierpiech. Absolwent gimnazjum i szkoły rzemieślniczej. Pracował jako elektromonter. W 1912 r. wstąpił do Związku Strzeleckiego jako jeden z pierwszych jego członków w Tarnowie, od tego roku należał też do Związku Walki Czynnej. Ukończył szkołę podoficerską ZS.  Od 6 sierpnia 1914 w Legionach Polskich, żołnierz 5 pułku piechoty Legionów Polskich, z którym walczył podczas I wojny światowej. Był m.in. oficerem prowiantowym i komendantem taboru w II baonie Mieczysława Norwida-Neugebauera, a później oficerem 5. pp I Brygady. 
„Szczególnie odznaczył się w bitwie pod Kostiuchnówką /4 VII 1916/: na czele swojego plutonu zdobywając okopy przeciwnika. Za czyn ten otrzymał Order Virtuti Militari”.
Od listopada 1918 w szeregach odrodzonego Wojska Polskiego walczył na froncie wojny polsko-bolszewickiej w składzie 6 kompanii 6 pułku piechoty Legionów, której objął dowództwo. Poległ w walce pod Dźwińskiem i został pochowany na polu walki. 19 sierpnia 1920 został pośmiertnie zatwierdzony z dniem 1 kwietnia 1920 w stopniu kapitana, w piechocie, w grupie oficerów byłych Legionów Polskich.
Był żonaty, nie miał dzieci.

## Ordery i odznaczenia
- Krzyż Srebrny Orderu Wojskowego Virtuti Militari nr 6483 – pośmiertnie, 17 maja 1922[7][1][8][4]